# Proacidalia plutus
Proacidalia plutus är en fjärilsart som beskrevs av Charles Oberthür 1909. Proacidalia plutus ingår i släktet Proacidalia och familjen praktfjärilar. Inga underarter finns listade i Catalogue of Life.